# Atrichopogon levis
Atrichopogon levis är en tvåvingeart som först beskrevs av Daniel William Coquillett 1901.  Atrichopogon levis ingår i släktet Atrichopogon och familjen svidknott. Inga underarter finns listade i Catalogue of Life.